# Harold Brown (Politiker)

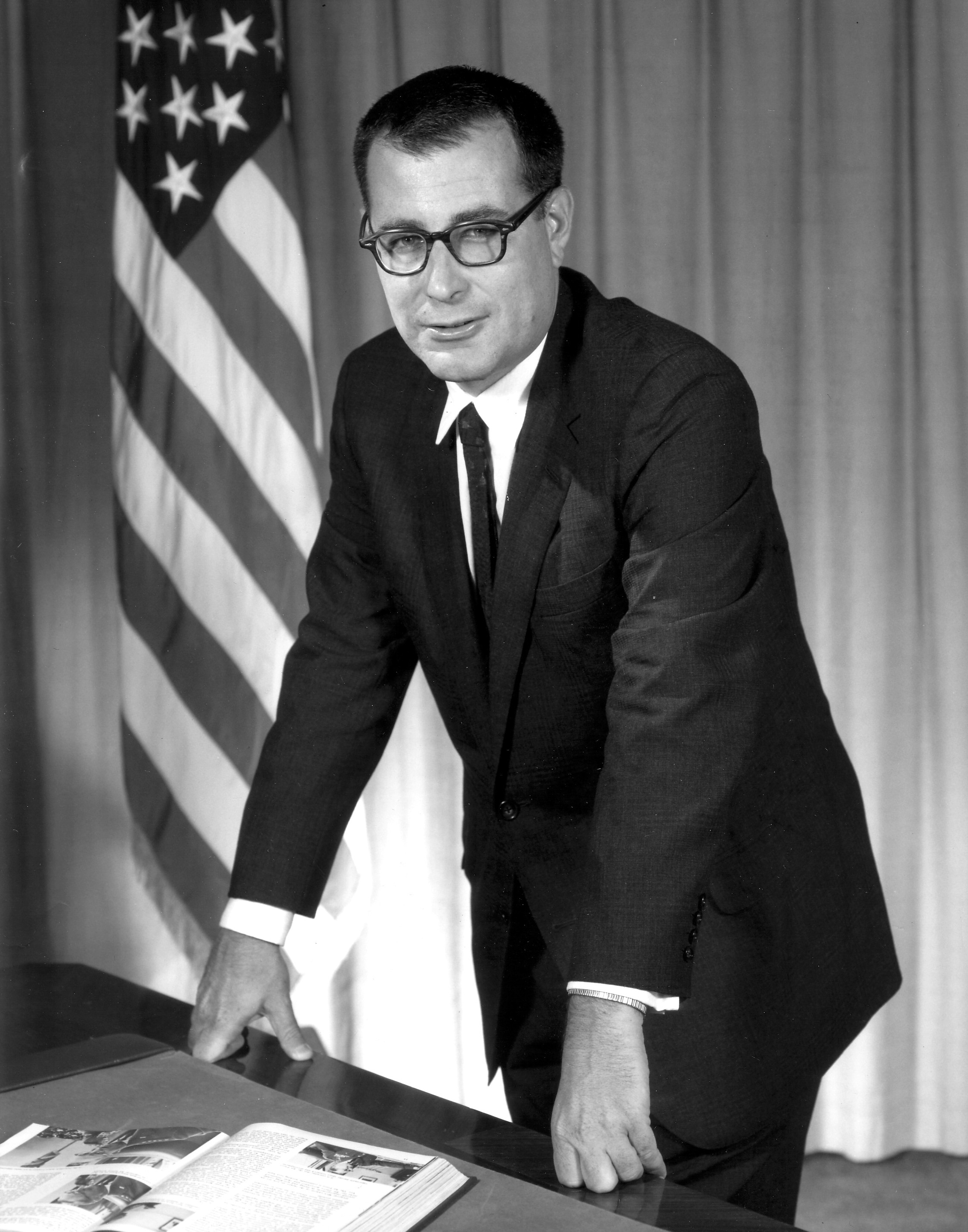
Harold Brown

Harold Brown (* 19. September 1927 in New York City; † 4. Januar 2019 in Rancho Santa Fe) war ein US-amerikanischer Atomphysiker und Politiker (Demokratische Partei).
Brown war vom 21. Januar 1977 bis zum 20. Januar 1981 unter Präsident Jimmy Carter US-Verteidigungsminister. Zuvor hatte er unter Präsident Lyndon B. Johnson bereits die Position des United States Secretary of the Air Force (Staatssekretärs der Air Force) ausgeübt.
1960 und 1961 war er Direktor des Lawrence Livermore National Laboratory und von 1969 bis 1977 amtierte er als Direktor des California Institute of Technology.
1969 wurde Brown in die American Academy of Arts and Sciences gewählt, 1977 in die National Academy of Sciences.